# Othmar Mága

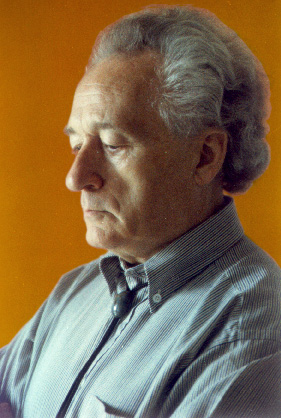
Othmar Mága (2006)

Othmar Mága (* 30. Juni 1929 in Brünn, Tschechoslowakei; † 28. Januar 2020 in Kiel) war ein deutscher Dirigent.

## Leben
Othmar Mága wurde als Sohn deutsch-ungarischer Eltern in Brünn in Mähren geboren. Er absolvierte ein Violin- und Dirigierstudium in Stuttgart (1948–52), studierte Musikwissenschaft und deutsche Literatur an der Universität Tübingen (1952–58) und vervollkommnete seine dirigentische Ausbildung bei Paul van Kempen (1954–55), Ferdinand Leitner (Oper) und Sergiu Celibidache (1960–62).
Mága war Chefdirigent im Göttinger Symphonieorchester (1963–1967), bei den Nürnberger Symphonikern (1968–1970) und 1971–1982 Generalmusikdirektor der Stadt Bochum (Bochumer Symphoniker); während dieser Zeit übernahm er eine Professur an der Folkwang-Hochschule für Musik in Essen.
Von 1983 bis 1987 war Mága Chefdirigent der Pomeriggi Musicali in Mailand/Italien, in Odense/Dänemark (1987–91) und von 1992 bis Ende 1996 Leiter des Sinfonie-Orchesters des Staatlichen Koreanischen Rundfunks (KBS) in Seoul. Von 2002 bis 2003 leitete er als kommissarischer GMD die Niederrheinischen Symphoniker an den Vereinigten Städtischen Bühnen Krefeld und Mönchengladbach.
Viele Jahre war Mága renommierter Gastdirigent führender Orchester in Europa, Asien und Amerika. Er machte zahlreiche Schallplatten-, Rundfunk- und Fernsehproduktionen im In- und Ausland. Nach über 60 Jahren Dirigierpraxis umfasste Mágas Repertoire weit über 2000 Werke, Musik von der Renaissance bis zu Werken zeitgenössischer Komponisten und zahlreiche Opern.
Othmar Mága lebte einige Jahre mit seiner Ehefrau in Grebenau - Merlos. Beide engagierten sich in der musikalischen Entwicklung junger Menschen im Vogelsbergkreis.